# Hjelm (släkt)
Hjelm eller Hielm är en släkt med ursprung från kyrkoherden Jonas Petri Hielm (död 1694) i Dädesjö församling. Han var son till en bonde i Hjälmseryds socken, Jönköpings län (därav namnet Hjelm). Han fick bland annat barnen Peter Hjelm (1670—1715) som var rektor vid Åbo akademi, Andreas Hielm (1680—1741) som var kyrkoherde i Algutsboda församling och Eric Hielm (1688—1758) som var kontraktsprost i Göteryds församling. Barnen kom att föra vidare efternamnet.